# Víctor Zegarra

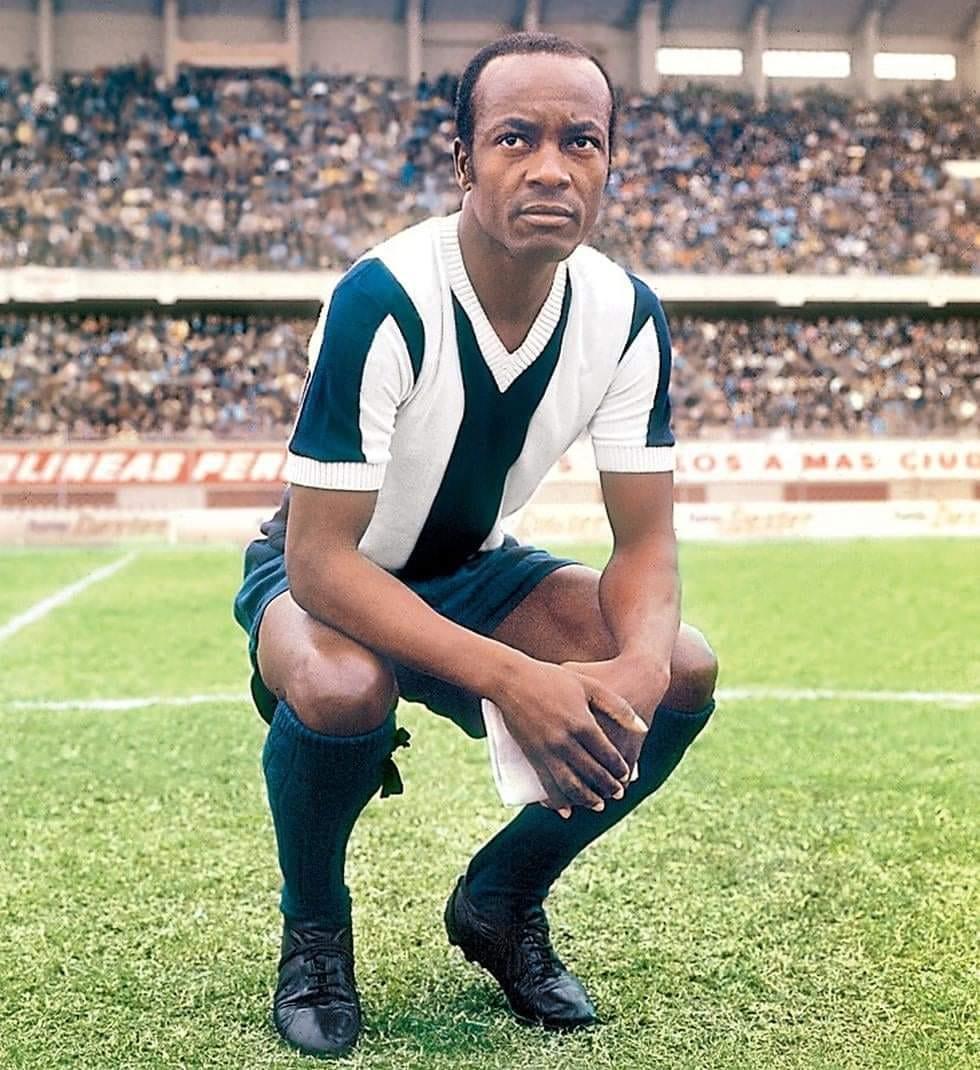

Víctor Zegarra Salé (Chincha Alta, 18 marzo 1940) è un allenatore di calcio ed ex calciatore peruviano, di ruolo centrocampista.

## Palmarès

### Giocatore

#### Competizioni nazionali
- Campionato peruviano: 5

Alianza Lima: 1962, 1963, 1965, 1977, 1978